# الدوري المكسيكي الممتاز 2005
الدوري المكسيكي الممتاز 2005 (بالإسبانية: Torneo Apertura 2005)‏ هو موسم من الدوري المكسيكي الممتاز. كان عدد الأندية المشاركة فيه 18، وفاز فيه نادي تولوكا.